# ویک رجیس
ویک رجیس (به انگلیسی: Wyke Regis) یک روستا در بریتانیا است که در دورست (انگلستان) واقع شده‌است. ویک رجیس ۵٬۴۵۸ نفر جمعیت دارد.